# اونکییو
اونکییو (به اسپانیایی: Unquillo) یک منطقهٔ مسکونی در آرژانتین است که در بخش کلون (کوردوبا) واقع شده‌است. اونکویلو ۱۸٬۴۸۳ نفر جمعیت دارد.